# Liste de communes de France dont le nom reprend le nom du département

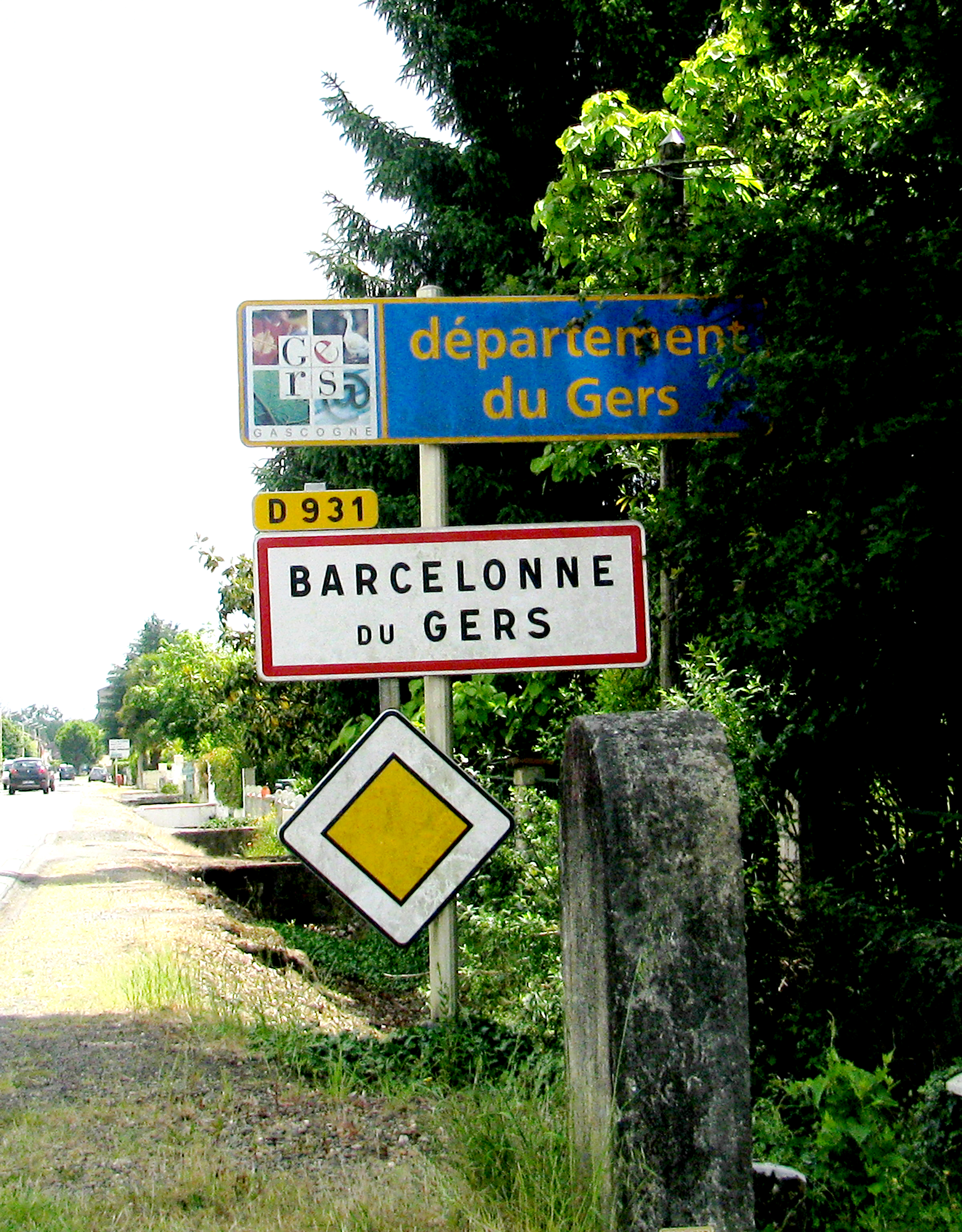
Barcelonne-du-Gers : un exemple d'usage du locatif départemental dans le toponyme d'une commune située à plus de 60 km du cours d'eau qui lui donne indirectement son nom.

Cet article donne une liste de toponymes de communes françaises issus du nom du département dans lequel elles se trouvent. Seules sont listées les communes qui portent le nom de leur département sans que ce nom puisse être avant tout associé à l'hydronyme ou l'élément géographique qui a donné son nom au département.
À titre d'exemple, les toponymes communaux comportant le toponyme Allier valorisent ce dernier en tant que département et non en tant que cours d'eau comme dans Toulon-sur-Allier. Cette appréciation est parfois délicate. Lalevade-d'Ardèche est située sur l'Ardèche, ce qui l'exclut de la liste, mais le nom de la commune semble faire référence au département. Saint-Marcel-d'Ardèche ne jouxte l'Ardèche que sur 200 mètres, il est ainsi difficile d'attribuer le toponyme au cours d'eau ou au département.

## Liste

### Communes actuelles
| Commune                       | Département     | Année d’ajout du complément locatif | Distance à l'hydronyme |
| ----------------------------- | --------------- | ----------------------------------- | ---------------------- |
| Moÿ-de-l'Aisne                | Aisne           | 1921                                | 39 km                  |
| Beaune-d'Allier               | Allier          | 1937                                | 34 km                  |
| Cosne-d'Allier                | Allier          | 1914                                | 35 km                  |
| Noyant-d'Allier               | Allier          | 1888                                | 15 km                  |
| Saint-Éloy-d'Allier           | Allier          | 1903                                | 60 km                  |
| Ussel-d'Allier                | Allier          | 1913                                | 17 km                  |
| Villefranche-d'Allier         | Allier          | 1972                                | 35 km                  |
| Albon-d'Ardèche               | Ardèche         | 2001                                | 19 km                  |
| Troye-d'Ariège                | Ariège          | 1938                                | 20 km                  |
| Camplong-d'Aude               | Aude            | 1933                                | 8 km                   |
| Villelongue-d'Aude            | Aude            | 1933                                | 10 km                  |
| Charenton-du-Cher             | Cher            |                                     | 8 km                   |
| Saint-André-de-l'Eure         | Eure            | 1890                                | 10 km                  |
| Rochefort-du-Gard             | Gard            | 1891                                | 10 km                  |
| Saint-Mamert-du-Gard          | Gard            | 1887                                | 9 km                   |
| Barcelonne-du-Gers            | Gers            | 1893                                | 66 km                  |
| Lagraulet-du-Gers             | Gers            | 1921                                | 31 km                  |
| Castres-Gironde               | Gironde         | 1888                                | 40 km                  |
| Clermont-l'Hérault            | Hérault         | 1790                                | 5 km                   |
| Châteauneuf-d'Ille-et-Vilaine | Ille-et-Vilaine | 1890                                |                        |
| Rion-des-Landes               | Landes          | 1962                                |                        |
| Belmont-de-la-Loire           | Loire           | 1936                                | 19 km                  |
| Berviller-en-Moselle          | Moselle         | 1932                                | 28 km                  |
| Boulay-Moselle                | Moselle         |                                     | 21 km                  |
| Bagnoles-de-l'Orne            | Orne            | 1913                                | 25 km                  |
| Breitenbach-Haut-Rhin         | Haut-Rhin       |                                     |                        |
| Soultz-Haut-Rhin              | Haut-Rhin       |                                     |                        |
| Pierrefeu-du-Var              | Var             | 1935                                | 97 km                  |
| Saint-Antonin-du-Var          | Var             | 1954                                | 63 km                  |
| La Valette-du-Var             | Var             | 1891                                | 111 km                 |
| Dampierre-en-Yvelines         | Yvelines        | 1974                                |                        |
| Meulan-en-Yvelines            | Yvelines        | 2010                                |                        |
| Prunay-en-Yvelines            | Yvelines        | 1979                                |                        |
| 1. 2. 3. 4. 5.                |                 |                                     |                        |

### Anciennes communes
| Commune                  | Département | Année d’ajout du complément locatif | Année de disparition |
| ------------------------ | ----------- | ----------------------------------- | -------------------- |
| Saint-Sever-Calvados     | Calvados    | 1889                                | 2017                 |
| Athis-de-l'Orne          | Orne        | 1968                                | 2016                 |
| Les Quatre-Routes-du-Lot | Lot         | 1995                                | 2019                 |